# Joe Barzda
Joseph J. "Joe" Barzda (New Brunswick, New Jersey, 22 mei 1915 - Somerset, New Jersey, 11 oktober 1993) was een Amerikaans autocoureur. Hij schreef zich in 1951, 1952 en 1953 in voor de Indianapolis 500, maar wist zich elke keer niet te kwalificeren. Deze races waren allemaal onderdeel van het Formule 1-kampioenschap.